# Neoris huttoni
Neoris huttoni är en fjärilsart som beskrevs av Moore 1862. Neoris huttoni ingår i släktet Neoris och familjen påfågelsspinnare. Inga underarter finns listade i Catalogue of Life.

## Bildgalleri

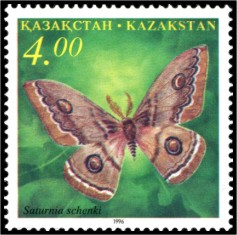